# Прогрес

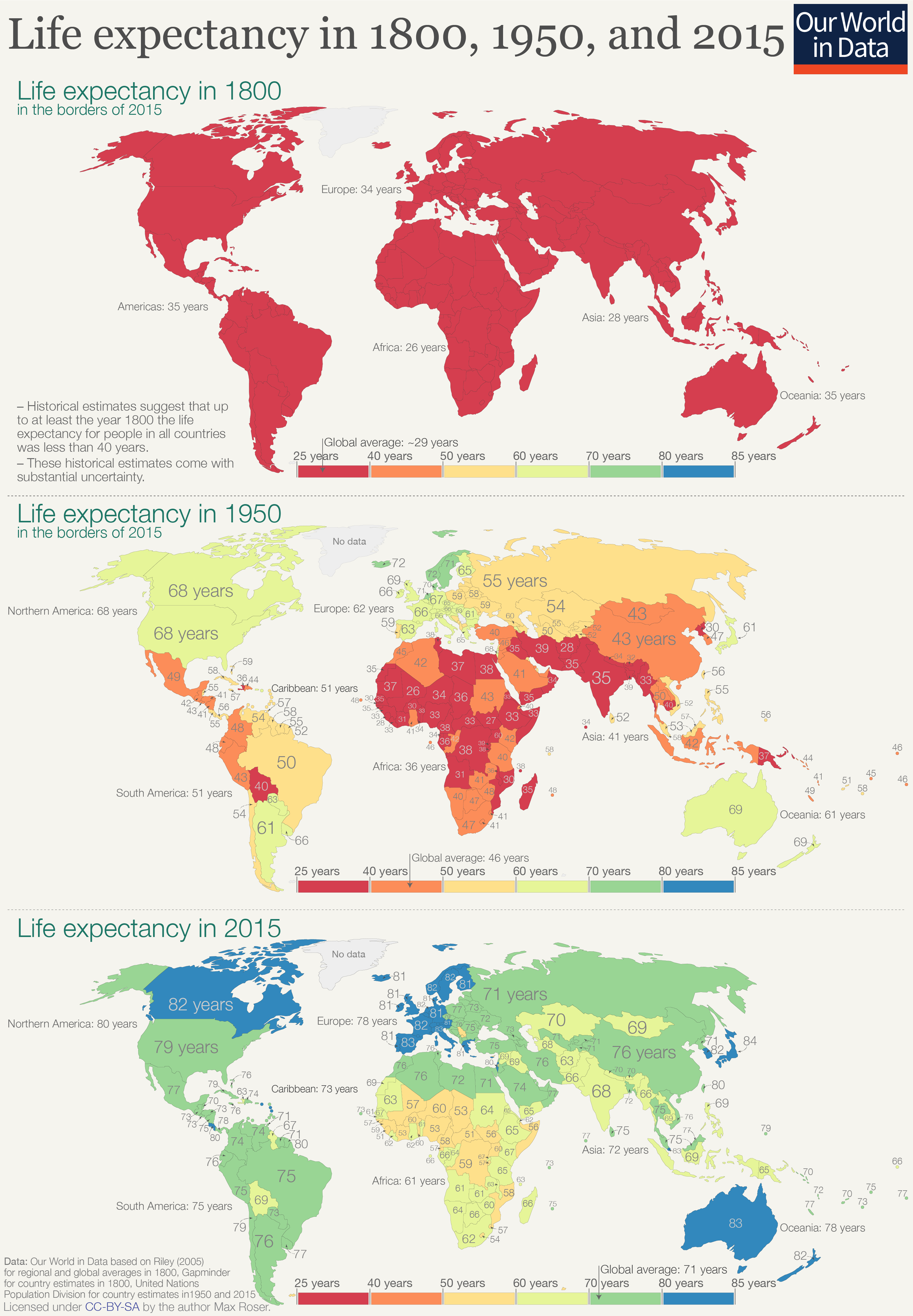
Очікувана тривалість життя у 1800, 1950 та 2015 роках – візуалізація Our World in Data

Поступ або прогрес (від лат. progressus — рух вперед, успіх) — напрям розвитку від нижчого до вищого, поступовий рух уперед, до кращого. Протилежність — регрес.
Соціальний прогрес — глобальний, всесвітньо-історичний процес сходження людських суспільств від примітивних станів (дикості) до вершин цивілізованого стану, заснованого на вищих науково-технічних, політико-правових, морально-етичних досягнень.

## Розвиток поняття
Ідея про те, що людство розвивається шляхом все більшого політичного і соціального прогресу, з'являється в Епоху Просвітництва (правда, у Вольтера і Монтеск'є вона ще відсутня, а популярна стала у пізніх просвітителів). Першим, хто виклав послідовну теорію прогресу, був абат Сен-П'єр у своїй книзі «Зауваження про безперервний прогрес загального розуму» (1737). Велика французька філософія історії другої половини XVIII століття, що почалася з «Міркувань про послідовний прогрес людського розуму» Тюрго (1750) і увінчалася «Нарисами історичної картини прогресу людського розуму» Кондорсе (1794) вписується в ідейну передісторію позитивізму. При цьому прихильник освіченого абсолютизму Тюрго зберігає віру в провидіння Боже як джерело загального ходу історії, тоді як у працях його антиклерикально налаштованого учня Кондорсе набув чинності чистий природний закон прогресу, який, як з певною обережністю зауважив автор, "майже так само надійний, як і закон природи ".
Однак поняття прогресу зазнає критики вже з початку XIX століття. З точки зору історизму, прогрес — це «секуляризована християнська есхатологія, ідея універсальної, кінцевої мети, що досягається усім людством, яка переміщена зі сфери чудес і трансцендентності у сферу природного пояснення і іманентності» (Фрідріх Мейнеке). Після Другої світової війни, деякі впливові мислителі, наприклад Теодор Адорно, висловлюють сумніви в реальності соціального прогресу. І. Р. Шафаревич критикує поняття «прогресу» як терміна, притаманного виключно західній цивілізації.
Фрідріх Гаєк в своїй книзі "Конституція свободи" пише:
Правильніше було б думати про проґрес як про процес утворення і модифікації людського інтелекту, процес пристосування і навчання, у якому безперервно змінюються не тільки відомі нам можливості, але й наші цінності та бажання. Оскільки проґрес полягає у відкритті невідомого, його наслідки важко передбачити. Він завжди веде в невідоме, і найбільше, на що ми можемо сподіватися, - це краще зрозуміти ті сили, які спричинюють його (с.48). 

## Складові
Поступ є рівномірний розвиток таких трьох складових:
- соціальної — процес наближення суспільства до свободи та справедливості, ліквідації природних причин, що заважають такому наближенню;
- матеріальної — процес найповнішого задоволення матеріальних потреб усіх людей, ліквідації технічних обмежень для такого задоволення;
- наукової — процес постійного, розширеного і поглибленого пізнання навколишнього світу, його освоєння, як у мікрокосмос, так і в макро, звільнення пізнання від рамок економічної доцільності;

## Проблема оцінки динаміки прогресу (прискорення напротивагу сповільненню)
Американський фізик Джонатан Хюбнер вважає, що рівень інновацій досяг максимуму в 1873 р., і з тих пір постійно знижується. На його думку, сьогоднішній рівень інновацій (7 важливих технічних винаходів на мільярд осіб на рік) приблизно дорівнює показнику 1600 р., а до 2024 р. він впаде до рівня «Темних віків», що настали після падіння Римської імперії.
Хюбнер називає дві можливі причини уповільнення прогресу:
- певні напрямки науки і техніки не розвиваються або через те, що вони економічно невигідні;

- здатність людей поглинати знання підходить до кінця, і в результаті робити нові відкриття стає все важче.

Висновки Хюбнера піддаються критиці. Так, Рей Курцвейл назвав його метод відбору даних «довільним», а пропагандист нанотехнологій К. Ерік Дрекслер стверджує, що мірилом прогресу слід вважати не самі винаходи, а наявні в розпорядженні людства можливості. Навіть під час відсутності великих відкриттів ми можемо пересуватися швидше або отримувати більш швидкісний доступ до більшої кількості інформації.
Американський фахівець з менеджменту Бен Джонс стверджує, що, аби підтримувати прогрес за рахунок інновацій, доводиться прикладати дедалі більше зусиль — витрачати дедалі більше грошей на наукові дослідження і конструкторські розробки, і постійно збільшувати кількість зайнятих у цій сфері. У результаті діяльність середньостатистичного винахідника все менш значима.
У нього є дві гіпотези про причини того, що відбувається:
- винахідники минулого використовували ті ідеї, до яких було найлегше «дотягнутися», а їх наступником доводиться докладати більше зусиль для вирішення складніших проблем;

- через масу вже накопичених знань потенційним винахідникам доводиться витрачати більше часу на освіту, і в результаті період їх активного життя, присвячений власне винахідницької діяльності, стає коротшим. Так, Нобелівські лауреати стають все старші і це говорить про те, що відкриття тепер вимагають більше часу.[2]